# Word Is Out: Stories of Some of Our Lives
Word Is Out: Stories of Some of Our Lives est un documentaire filmé, sorti en 1977 présentant des entretiens avec 26 hommes et femmes homosexuels. Il a été réalisé par six personnes connues collectivement sous le nom de Mariposa Film Group. Peter Adair a conçu et produit le film et en a été l'un des réalisateurs. L'évènement de sortie du film a eu lieu en novembre 1977 au Castro Theatre de San Francisco, et il a été diffusé en diffusion nationale limitée en 1978. Il a également été diffusé sur de nombreuses stations PBS en 1978.
Les interviews du film ont été retranscrites dans un livre, qui porte le même titre, publié en octobre 1978.
En 2022, le film a été sélectionné pour être conservé dans le National Film Registry des États-Unis par la Bibliothèque du Congrès comme étant « culturellement, historiquement ou esthétiquement significatif ».

## Synopsis
Word Is Out entrecoupe des entretiens avec 26 personnes, qui toutes évoquent leurs expériences en tant qu'homosexuels ou lesbiennes. Ces personnes étaient alors âgées de 18 à 77 ans, et vivant dans des endroits allant de San Francisco au Nouveau-Mexique à Boston, allant de la femme au foyer dans une ruche à l'étudiant en passant par un homme d'affaires conservateur et par une drag queen sensuelle, avec des origines ethniques allant du caucasien à l'hispanique, en passant par l'afro-américain et l'asiatique. L'écrivain Elsa Gidlow, le professeur Sally Gearhart, l'inventeur John Burnside, le leader des droits civiques Harry Hay, l'actrice Pat Bond et le cinéaste d'avant-garde Nathaniel Dorsky font partie des personnes interrogées.
Les personnes interrogées décrivent leurs expériences de coming-out, des moments où ils sont tombés amoureux ou des moments où ils n'étaient plus amoureux, dans un monde où ils ont dû lutter contre les préjugés, les stéréotypes et les lois discriminatoires.

## Production
Word Is Out s'est appuyé sur plus de 200 interviews, et a nécessité cinq ans de tournage par six co-réalisateurs ; c'est le réalisateur de documentaires Peter Adair qui a eu l'idée du film. Selon Adair :
Dans les années 1970, au début du mouvement gay moderne, notre plus gros problème était l’invisibilité. L’identité des homosexuels était largement déterminée par les hétérosexuels. C’était déjà assez pénible que l’image publique des homosexuels et des lesbiennes soit largement définie par des stéréotypes – après tout, je veux que les autres aient une image précise de qui je suis. Mais ces stéréotypes créés par des étrangers ont largement défini notre perception de qui nous pensions être. Quel état de choses. La référence pour "Qu'est-ce que c'était qu'être Gay ?" était quelques images désagréables et, si vous aviez de la chance, votre cercle immédiat d'amis homosexuels.
Word Is Out, terminé en 1977, était à première vue une idée très simple répondant à la simple question « Qui sommes-nous ? » Pour le film, moi et les cinq autres personnes principales avec lesquelles j'ai travaillé avons passé un an à faire des recherches sur des interviews sur bande vidéo de 250 lesbiennes et gays à travers le pays. Finalement, vingt-deux ont été choisis pour raconter leur histoire dans le film.
Les six réalisateurs du film, plus connus sous le nom de Collectif Mariposa Film Group, étaient Peter Adair, Nancy Adair, Andrew Brown, Rob Epstein, Lucy Massie Phenix et Veronica Selver.
Ils avaient collecté un budget initial de 30 000 $ auprès de personnes qui croyaient en l'idée et souhaitaient la voir se réaliser : des assistants ont été embauchés et la production a commencé.
Le nombre initial de personnes interrogées n'était que de huit, mais quand le film a été projeté sous forme d'un essai pour tester les réactions du public, la réponse et l'intérêt générés ont fait comprendre qu'un échantillon beaucoup plus large et diversifié de personnes interrogées était souhaitable. Plusieurs années supplémentaires ont ensuite été consacrées à filmer le reste des interviews et à les entrelacer pour créer le produit final.

## Impact
En 1978, Word Is Out: Stories of Some of Our Lives a surpris le public dans tout le pays quand il est paru dans les salles de cinéma et à la télévision (Chaine PBS).
C'était le premier long métrage documentaire sur l'identité lesbienne et gay, réalisé par des cinéastes gays ; et il a eu un impact important et pionnier lors de sa sortie.
Ce film est devenu une icône du mouvement émergent pour les droits des homosexuels des années 1970, faisant dire à Vito Russo dans The Advocate (un magazine gay américain) que le silence des homosexuels à l'écran avait été brisé.
Lorsque le public a vu le film, des milliers de personnes ont écrit au Mariposa Film Group (dont l'adresse figurait dans le générique de fin) pour exprimer à quel point le film comptait pour eux - et beaucoup d'entre eux ont raconté comment le visionnage du film leur a « sauvé la vie ». « Les gens qui étaient seuls et désespérés dans l'Idaho, l'Utah ou le Kansas ont vu pour la première fois des images réalistes et positives d'homosexuels à l'écran », a déclaré l'assistante de production Janet Cole.
Dans le New York Times, David Dunlop écrivait en 1996 : « Aussi discret soit-il, Word Is Out a eu un impact remarquable, arrivant à une époque où les images des homosexuels en tant que personnes ordinaires, par opposition aux psychopathes ou aux excentriques, étaient rares».
En 2011, un livre examinant l'impact du film a été publié, intitulé Word Is Out: A Queer Film Classic, de Greg Youmans.
Sur le site agrégateur de critiques Rotten Tomatoes, le film obtient une note de 100 % sur la base de 17 critiques, avec une note moyenne de 7,9 sur 10 .
En 2022, le film a été sélectionné parmi ceux méritant d'être conservé dans le National Film Registry des États-Unis par la Bibliothèque du Congrès car étant « culturellement, historiquement ou esthétiquement significatif ».

## Livre
En 1978, un livre contenant les transcriptions des entretiens est publié, sous le même titre. Il détaille aussi comment le film et le livre ont été créés, par le collectif, pour devenir un succès.
Word Is Out: Stories of Some of Our Lives a été l'un des premiers livres non-fictionnels axés sur les gays publiés aux États-Unis et positif pour les gays ; il a touché de nombreuses personnes qui n'ont pas pu voir le film. Il est resté un texte de non-fiction gay populaire pendant de nombreuses années, aidant ainsi de nombreux gays et lesbiennes à réaliser qu'ils n’étaient pas seuls.
Ce livre a aussi aidé de nombreuses personnes de la communauté hétérosexuelle à s'identifier à la normalité de la vie homosexuelle, et à comprendre les luttes, la douleur, la marginalisation, l'ostracisme, les préoccupations professionnelles et le besoin frustrant de secret des homosexuels dans un climat d'homophobie et d'illégalité.

## Restauration du film et sortie en DVD
Pour le 30e anniversaire, une version restaurée et remasterisée de 133 minutes du film, qui n'avait plus aucune copie viable, a été produite par Outfest et les archives cinématographiques et télévisuelles de l'université de Californie à Los Angeles, présentée le 26 juin 2008, au Frameline Film. Festival au Théâtre Castro de San Francisco.
L'édition DVD du documentaire, présentant la copie numérique restaurée et remasterisée du film original, est sortie en juin 2010, publiée par Milestone Films. En guise de fonctionnalités spéciales, le DVD comprend des mises à jour exclusives sur le casting et les cinéastes ainsi qu'un hommage à Peter Adair, le créateur et producteur de Word Is Out, qui est mort du SIDA en 1996.
La restauration et la sortie du DVD ont été financées par le militant gay et philanthrope David Bohnett (en), via sa fondation (en). Dans les bonus du DVD, Bohnett parle brièvement de l'impact du film,,.